# 神戸市生涯学習支援センター
神戸市生涯学習支援センター（こうべししょうがいがくしゅうしえんセンター）は、市民の生涯学習に係る活動を支援し、もって生涯学習の振興に寄与することを目的に、2000年(平成12年)に開設された施設で、愛称はコミスタこうべ（community：コミュニティとstudy：スタディからの造語）である。
神戸市が設置し、指定管理者制度に基づき公益財団法人神戸市スポーツ協会が管理・運営を行っている。
1922年(大正11年)に創立され、1997年(平成9年)に神戸市立小野柄小学校、神戸市立若菜小学校、神戸市立二宮小学校とともに神戸市立中央小学校に統合された神戸市立吾妻小学校の元校舎を改修して使用している。

## 施設
- 会議室
- 多目的室
- セミナー室
- 和室
- 工作室
- 調理室
- 図書室
- 体育館
- 運動場(3,211㎡)
- 生涯学習プラザ
- 高齢者学習センター[3]
- 公益財団法人神戸市スポーツ協会ふきあい分室
- 神戸市立自立センターあづま（障害者支援施設）[4]
- 神戸市立あづま幼稚園[5]
- あづま学童保育コーナー[6]
- リサイクル工房あづま[7]
- 中央地域活動支援センター[8]

## 交通アクセス
- 阪神本線 春日野道駅から西へ約400m（徒歩約3分）。
- 阪急神戸線 春日野道駅から南西へ約800m（徒歩約8分）。
- 三ノ宮駅・三宮駅から東へ約1,000m（徒歩約15分）。
- 阪神バス 吾妻通4丁目停留所から北へすぐ。
- 山陽新幹線・神戸市営地下鉄 新神戸駅から南へ約1,300m（徒歩約17分）。